# Walk-in volunteers
Der Begriff Walk-in volunteers (sinngemäß: Spontane Freiwillige) stammt aus dem angelsächsischen Sprachraum, er wurde bekannt nach den Ereignissen des 11. September 2001, als dort das Amerikanische Rote Kreuz – teilweise auf den Straßen – Menschen zusammenfasste und organisierte, die sich spontan zur Hilfeleistung zur Verfügung stellten. In Deutschland wurden Walk-in volunteers in größerem Umfang während der Elbeflut in die Hilfsmaßnahmen integriert, z. B. zum Füllen und Verbauen von Sandsäcken.

## Betreuung
Im Deutschen Roten Kreuz ist der Landesverband Baden-Württemberg in der Betreuung von Walk-in volunteers maßgeblich tätig; eine Übertragung auf weitere Landesverbände ist angestrebt. Eine wichtige Rolle spielen in diesem Zusammenhang auch die Freiwilligenagenturen bzw. Servicestellen Ehrenamt.